# سيريل رول
سيريل رول (15 أبريل 1975

 في بيرتويس) (بالفرنسية: Cyril Rool)‏ لاعب كرة قدم فرنسي يلعب حاليا لصالح نادي الدرجة الأولى مرسيليا الفرنسي منذ 2009 في خط الوسط .
لعب رول في أندية أيكس (1992-1993) باستيا (1993-1998) لنس (1998-2004) مرسيليا بالإعارة (2001) موناكو بالإعارة (2001-2002) بوردو (2004-2005) نيس (2005-2009) .
ساهم رول في تتويج نادي لنس ببطولة كأس الدوري الفرنسي موسم 1998/1999 .

## روابط خارجية
- سيريل رول على موقع رابطة كرة القدم الفرنسية للمحترفين (الإنجليزية)
- سيريل رول على موقع قاعدة بيانات كرة القدم.إي يو (الإنجليزية)
- سيريل رول على موقع ليكيب (الفرنسية)